# Cabris
Pour les articles homonymes, voir Cabris (homonymie).
Cabris [kabʁis] est une commune française située dans le département des Alpes-Maritimes, en région Provence-Alpes-Côte d'Azur.
Ses habitants sont appelés les Cabriencs.

## Géographie

### Localisation - Communes limitrophes
Cabris est située à proximité (au nord-ouest) de Grasse (7 km), à faible distance de Cannes (30 km) et non éloignée de Nice (48 km).
Du haut des 550 m d'altitude, les nombreux points de vue offrent un magnifique paysage sur la mer Méditerranée.
Autres villages à proximité : Spéracèdes, Le Tignet, Saint-Cézaire-sur-Siagne, Saint-Vallier-de-Thiey, Peymeinade.
| Saint-Vallier-de-Thiey | Saint-Vallier-de-Thiey | Grasse |
| Spéracèdes             | Cabris                 | Grasse |
| Spéracèdes             | Peymeinade             | Grasse |

### Géologie et relief

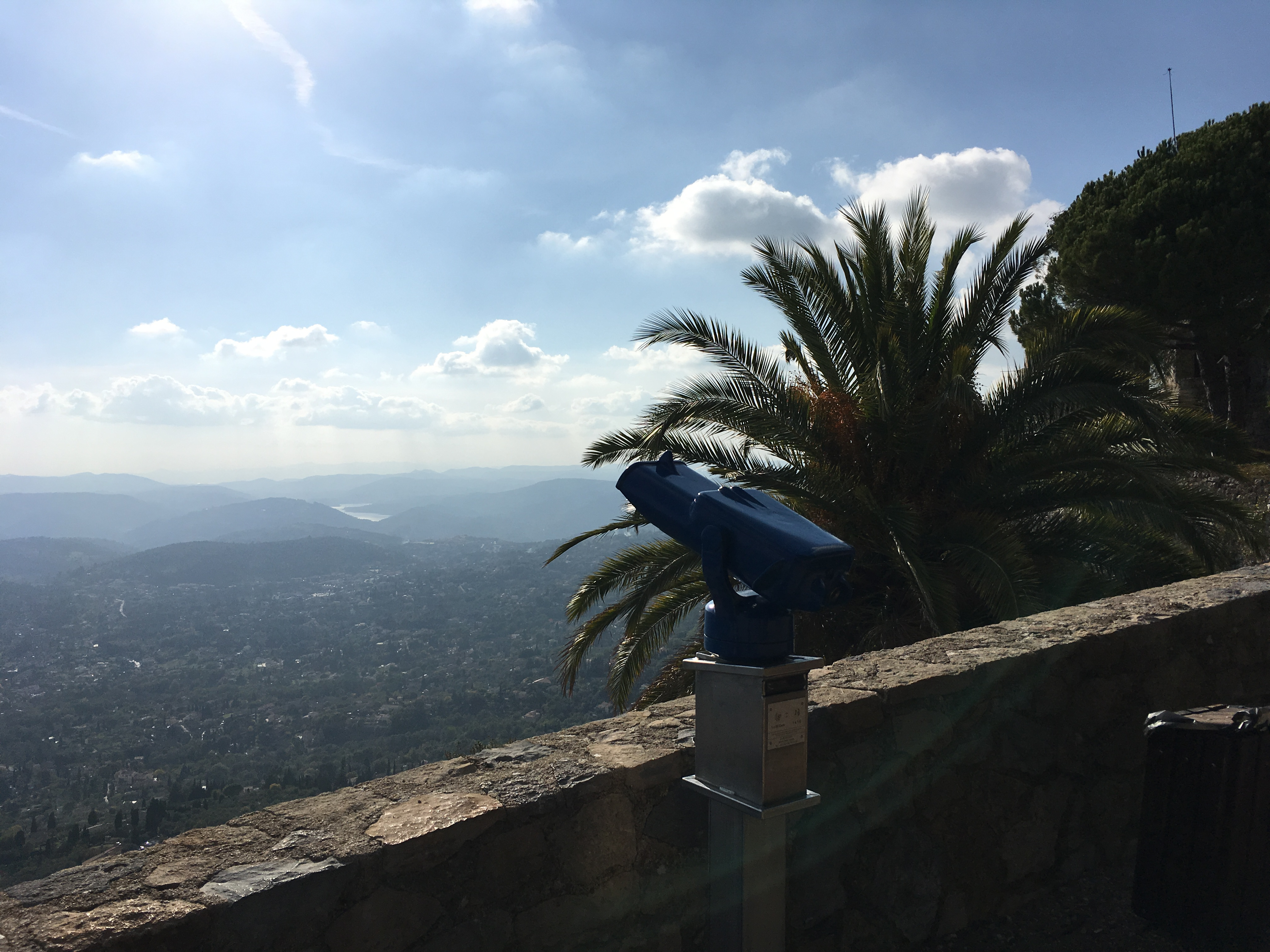
Vue du pays de Grasse et du lac de Saint-Cassien depuis Cabris.
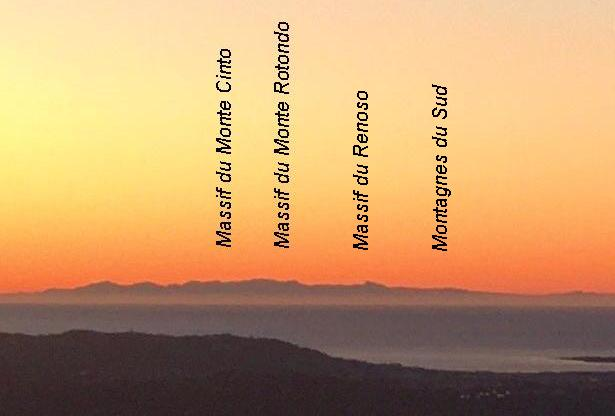
La ligne des sommets de la Corse vue du village de Cabris. Photo prise fin janvier au matin juste avant le lever du soleil (fort Mistral la veille).

Village perché avec vue sur le Massif du Tanneron, sur la mer Méditerranée et le Golfe de La Napoule, sur le  Lac de Saint-Cassien et le Massif de l'Esterel
La commune se compose de 196,76 hectares de territoires artificialisés (36,24 %), 15,21 hectares de territoires agricoles (2,80 %) et 330,80 hectares de forêts et milieux semi-naturels (60,92 %).
Espaces naturels :
- Un espace protégé hors Natura 2000 : Préalpes D’Azur[4],

#### La Corse vue de Cabris
La Corse est visible en vue directe depuis la place de l'église par temps clair le matin en hiver. L' altitude de Cabris (550 m) permet la vue directe des montagnes corses situées à plus de 1 000 m d'altitude,.

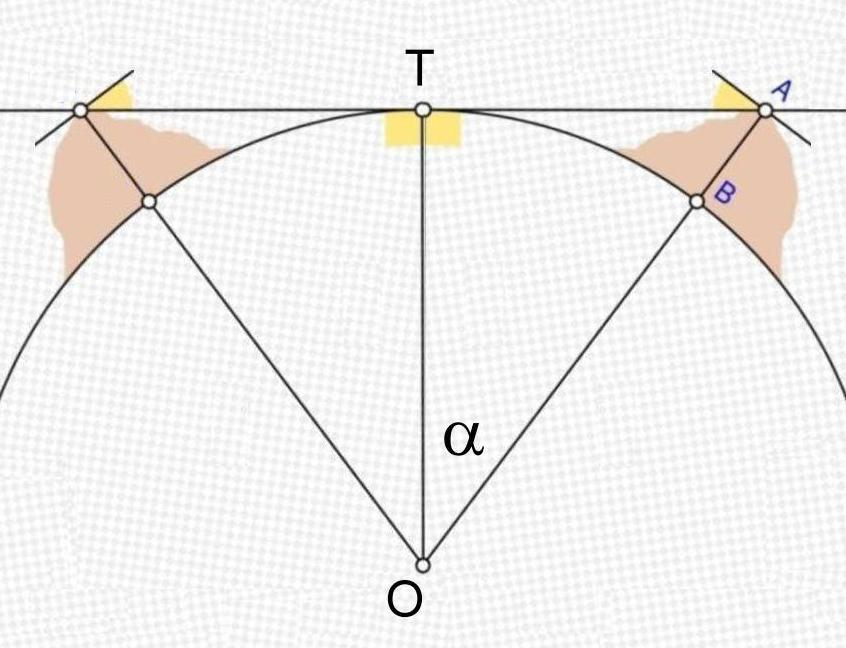
Schéma rayon lumineux Corse Cabris

### Sismicité
Commune située dans une zone de sismicité modérée,.

### Hydrographie et les eaux souterraines
Production d'eau :
- 7 Sources,
- 2 puits.

Cabris dispose de la station d'épuration intercommunale de Peymeinade d'une capacité de 20 000 Équivalent-habitants.

### Climat
Pour des articles plus généraux, voir Climat de Provence-Alpes-Côte d'Azur et Climat des Alpes-Maritimes.
En 2010, le climat de la commune est de type climat méditerranéen franc, selon une étude du Centre national de la recherche scientifique s'appuyant sur une série de données couvrant la période 1971-2000. En 2020, Météo-France publie une typologie des climats de la France métropolitaine dans laquelle la commune est exposée à un climat méditerranéen et est dans la région climatique  Var, Alpes-Maritimes, caractérisée par une pluviométrie abondante en automne et en hiver (250 à 300 mm en automne), un très bon ensoleillement en été (fraction d’insolation > 75 %), un hiver doux (8 °C) et peu de brouillards.
Pour la période 1971-2000, la température annuelle moyenne est de 13,4 °C, avec une amplitude thermique annuelle de 15,3 °C. Le cumul annuel moyen de précipitations est de 1 082 mm, avec 6,3 jours de précipitations en janvier et 2,8 jours en juillet. Pour la période 1991-2020, la température moyenne annuelle observée sur la station météorologique de Météo-France la plus proche, « St Cézaire sur Siagne », sur la commune de Saint-Cézaire-sur-Siagne à 7 km à vol d'oiseau, est de 13,3 °C et le cumul annuel moyen de précipitations est de 970,5 mm. 
La température maximale relevée sur cette station est de 36,4 °C, atteinte le 28 juin 2019 ; la température minimale est de −8,1 °C, atteinte le 12 février 2010,,.
Les paramètres climatiques de la commune ont été estimés pour le milieu du siècle (2041-2070) selon différents scénarios d'émission de gaz à effet de serre à partir des nouvelles projections climatiques de référence DRIAS-2020. Ils sont consultables sur un site dédié publié par Météo-France en novembre 2022.

### Voies de communications et transports

#### Voies routières
- Le village est accessible via la route de Cabris (D 4) ainsi que la D 11.
- A8 (dite la Provençale).  42 Mougins (RD 6185 - RD 6285) à 165 km : Grasse, Le Cannet, Cannes, Mougins.

#### Transports en commun
- Transport en Provence-Alpes-Côte d'Azur

Le village est desservi par plusieurs lignes du réseau Sillages :
- Ligne 33 (Saint-Cézaire-sur-Siagne — Grasse) : 12 A/R par jour du lundi au vendredi en période scolaire de 6 h 45 à 19 h 30, 6 A/R par jour le samedi et du lundi au vendredi en vacances scolaires ;
- Ligne 38 (Saint-Vallier-de-Thiey — Saint-Cézaire-sur-Siagne) : 1 A/R le samedi toute l'année (sauf férié) ;
- Ligne 307 (Cabris — Peymeinade) : fonctionne du lundi au samedi à la demande[17].

### Intercommunalité
Commune membre de la Communauté d'agglomération du Pays de Grasse, composée de 23 communes.

## Urbanisme

### Typologie
Au 1er janvier 2024, Cabris est catégorisée ceinture urbaine, selon la nouvelle grille communale de densité à 7 niveaux définie par l'Insee en 2022.
Elle appartient à l'unité urbaine de Nice, une agglomération intra-départementale dont elle est une commune de la banlieue,. Par ailleurs la commune fait partie de l'aire d'attraction de Cannes - Antibes, dont elle est une commune de la couronne,. Cette aire, qui regroupe 24 communes, est catégorisée dans les aires de 200 000 à moins de 700 000 habitants,.

### Occupation des sols
L'occupation des sols de la commune, telle qu'elle ressort de la base de données européenne d’occupation biophysique des sols Corine Land Cover (CLC), est marquée par l'importance des forêts et milieux semi-naturels (60,9 % en 2018), en diminution par rapport à 1990 (64,4 %). La répartition détaillée en 2018 est la suivante : 
forêts (51,2 %), zones urbanisées (36,5 %), milieux à végétation arbustive et/ou herbacée (9,8 %), zones agricoles hétérogènes (2,6 %).
L'évolution de l’occupation des sols de la commune et de ses infrastructures peut être observée sur les différentes représentations cartographiques du territoire : la carte de Cassini (XVIIIe siècle), la carte d'état-major (1820-1866) et les cartes ou photos aériennes de l'IGN pour la période actuelle (1950 à aujourd'hui).

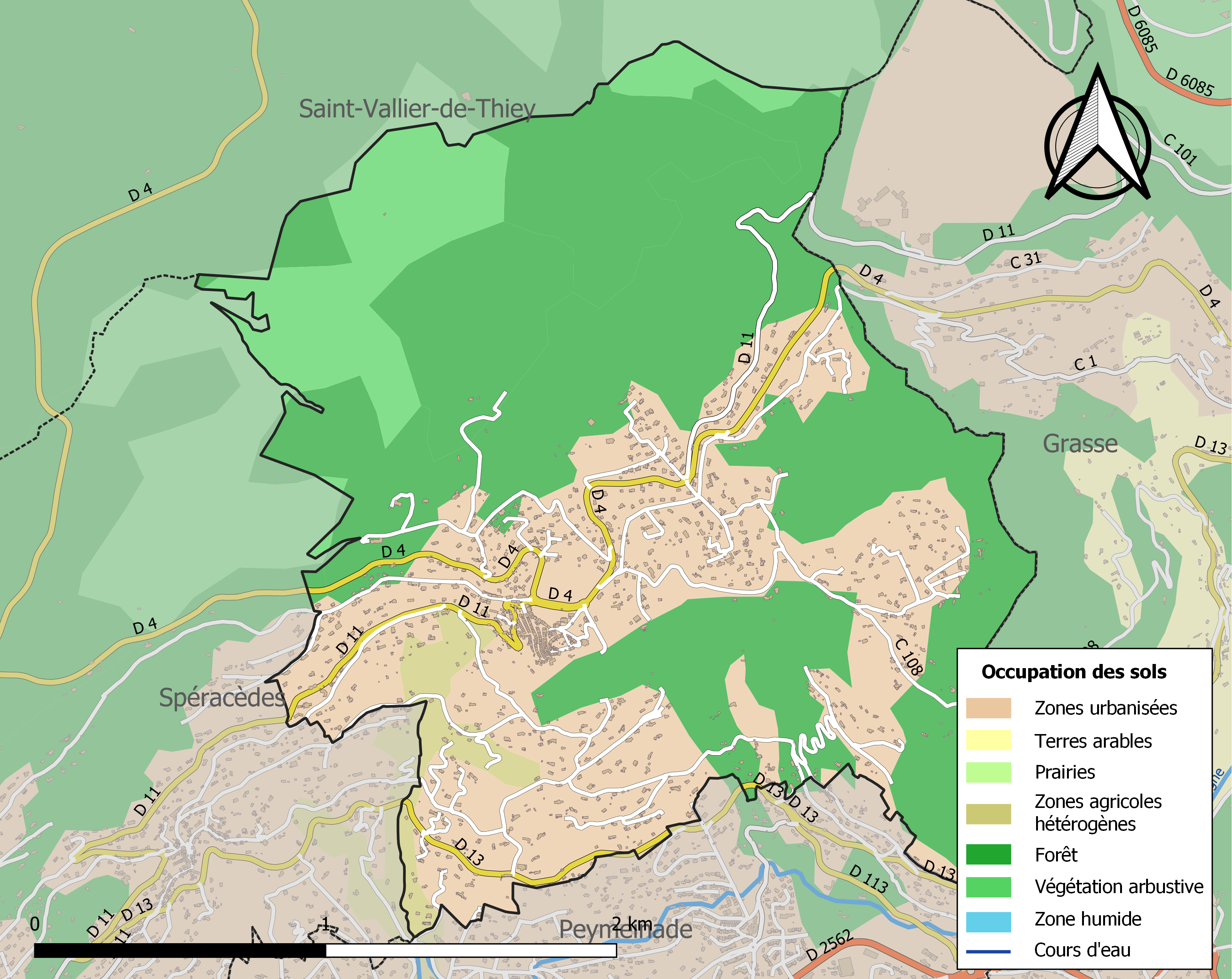
Carte de l'occupation des sols de la commune en 2018 (CLC).

La commune dispose d'un Plan local d'urbanisme.

## Toponymie
Cabris : Étymologie
- de Cabriis v1200. E. Nègre
- Cabris = Le cabri est le petit de la chèvre
- Pourcieux = Le lieu d' élevage des porcs
- Audides / Oudides = Les échos
- La prouveresse

## Histoire

### Proto-Histoire & Antiquité(××⇔500)
Sur le territoire cabrienc, une première agglomération a vu le jour dès le néolithique (2 500 ans av. J.-C.).

### Haut Moyen Âge(500⇔1000)
Point de départ du village, au sud-est et à 1 km à vol d'oiseau du village actuel, se trouve le site du Mousteyret lequel fut appelé Cabrios Mostaïré puis Monestié; les vestiges de cette époque sont encore très visibles avec en leur centre la partie « rescapée » de l'église que les moines de Lérins vinrent y implanter vers 940/950.
Ce site antique est désormais complètement délaissé.

### Moyen Âge central(1000⇔1350)
La construction de château et des premières maisons trouvent leur place durant cette période. Vers 1221 Famille de Grasse-Cabris (Bertrand de Grasse que certains auteurs disent descendant des seigneurs d'Antibes fondés par Rodoard et parent des de Grasse du Bar sans qu'aucun document ne le prouve et que cela est contesté par d'autres auteurs),, fit des acquisitions dans la terre de Cabris et lui et ses descendants y fixèrent leur demeure.
Raymond de Grasse († 1351), chevalier, seigneur de Cabris participa à l'aventure angevine dans le royaume de Naples.

### La grande peste de 1348
Le village est anéanti par l'épidémie de peste de 1348 et devient un village fantôme durant près de 150 ans.

### Bas Moyen Âge après la grande peste de 1348
Lors de la crise ouverte par la mort de la reine Jeanne Ire, Jean de Grasse, seigneur de Cabris, soutient Charles de Duras contre Louis Ier d'Anjou. Le ralliement de Grasse à la cause angevine, en 1386, entraîne son changement d’engagement, et il prête hommage au jeune duc d’Anjou, Louis II.

### La renaissance du village vers 1500
En 1496 1497, Balthazar de Grasse, seigneur de Cabris fait venir de Ligurie 52 familles de paysans pauvres qui ré investissent les lieux désertés 150 ans plus tôt. Un bon nombre des actuels habitants du village sont les descendants des familles d'immigrés de l'an 1497.

### Renaissance & Époque royale(1500⇔1789)
Seigneurie de la famille de Grasse-Cabris depuis le début du XIIIe siècle, Cabris passe dans la famille de Clapiers de Gréoux, par mariage en 1655, qui gardera le fief jusqu’à la Révolution.

### Révolutions & Empires(1789⇔1848)
Après la Révolution le village de Cabris devient le chef-lieu d'une commune constituée du territoire de l'ancien marquisat qui recouvre, outre Cabris, les actuelles communes de Spéracèdes, Peymeinade & Le Tignet.

### Époque contemporaine(1848⇔1950)
Vers 1870 Peymeinade est séparée de Cabris.
Jusqu'en 1910 Spéracèdes et Cabris ne forment qu'une seule commune ; le téléphone était inexistant et il fallait une heure de marche pour aller de Spéracèdes au chef-lieu; aujourd'hui cinq minutes en voiture suffisent.

### Les deux guerres mondiales à Cabris
Le monument aux morts a été inauguré le 11 novembre 1921 :
Morts aux guerres.
Première guerre mondiale :
Deuxième guerre mondiale :
Une famille s'est réfugiée à La Messuguière construite en 1938 : la Famille Schlumberger - Jean Schlumberger. éditeur et écrivain né en 1877 (mort en 1968), cofondateur de La Nouvelle Revue française (NRF) en 1908 sur l'initiative de Charles-Louis Philippe, avec une poignée de jeunes gens passionnés parmi lesquels Jean Schlumberger, Marcel Drouin, Jacques Copeau, André Ruyters, Henri Ghéon et André Gide. Il reçoit le grand prix de littérature de l'Académie (1942).

### Époque actuelle
En 2012, une dizaine de familles de Cabris participent à un jeu collectif télévisé consistant à vivre sans électricité durant une semaine ; le lavoir communal a repris du service.

## Politique et administration

### Liste des maires
| Période                                  | Période                | Identité             | Étiquette | Qualité                                        |
| ---------------------------------------- | ---------------------- | -------------------- | --------- | ---------------------------------------------- |
| Les données manquantes sont à compléter. |                        |                      |           |                                                |
|                                          |                        | Elie Etienne Lavenne | SE        |                                                |
| 1911                                     | 1934                   | Michel Belletrud     |           | Médecin psychiatre, conseiller général         |
| 1934                                     | février 1941 (révoqué) | Octave Gras          | SFIO      | Ingénieur Révoqué par le Gouvernement de Vichy |
| février 1941                             | novembre 1944          | délégation spéciale  |           |                                                |
|                                          |                        | Paul Reverdi         | SE        |                                                |
|                                          |                        | Antoine Pélisse      | SE        |                                                |
|                                          |                        | Marcel Blanc         | SE        |                                                |
| Vers 1955                                | Vers 1965              | Jean Padovani        | SE        | Gendre de Michel Belletrud                     |
| Vers 1969                                | Vers 1969              | Lucien Michel        | SE        | A planté l' Olivier du Centenaire              |
| mars 1989                                | mars 2008              | Michel Joly          | SE        | Inspecteur Telecoms                            |
| mars 2008                                | En cours               | Pierre Bornet        | SE        | Chirurgien                                     |

### Budget et fiscalité 2023

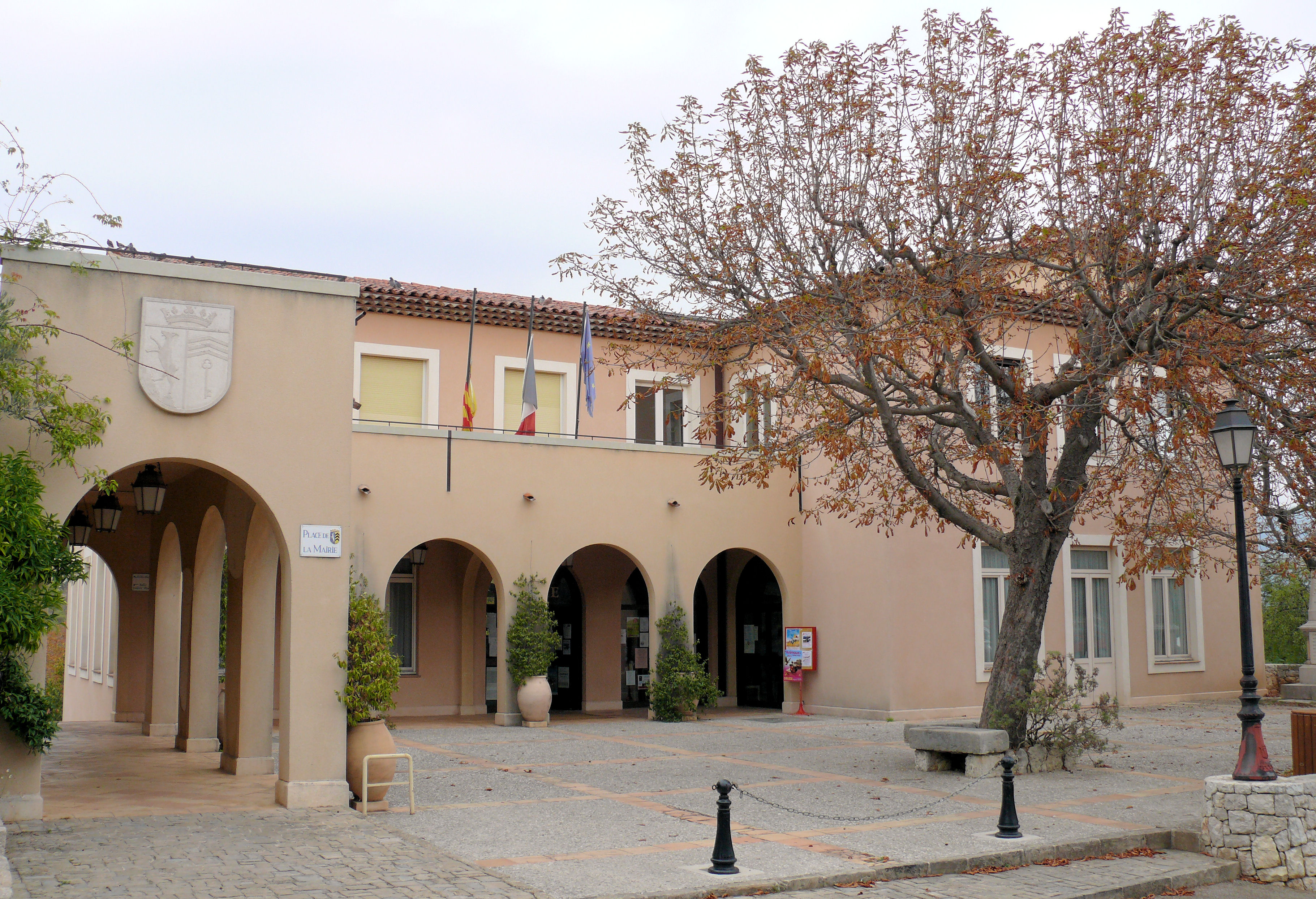
L'hôtel de ville.

En 2023, le budget de la commune était constitué ainsi :
- total des produits de fonctionnement : 1 232 000 €, soit 872 € par habitant ;
- total des charges de fonctionnement : 986 000 €, soit 698 € par habitant ;
- total des ressources d'investissement : 1 439 000 €, soit 1 018 € par habitant ;
- total des emplois d'investissement : 1 791 000 €, soit 1 267 € par habitant ;
- endettement : 671 000 €, soit 475 € par habitant.

Avec les taux de fiscalité suivants :
- taxe d'habitation : 8,58 % ;
- taxe foncière sur les propriétés bâties : 16,47 % ;
- taxe foncière sur les propriétés non bâties : 14,10 % ;
- taxe additionnelle à la taxe foncière sur les propriétés non bâties : 0,00 % ;
- cotisation foncière des entreprises : 0,00 %.

Chiffres clés Revenus et pauvreté des ménages en 2021 : médiane en 2021 du revenu disponible, par unité de consommation : 26 480 €.

## Population et société

### Démographie

#### Évolution démographique
L'évolution du nombre d'habitants est connue à travers les recensements de la population effectués dans la commune depuis 1793. Pour les communes de moins de 10 000 habitants, une enquête de recensement portant sur toute la population est réalisée tous les cinq ans, les populations de référence des années intermédiaires étant quant à elles estimées par interpolation ou extrapolation. Pour la commune, le premier recensement exhaustif entrant dans le cadre du nouveau dispositif a été réalisé en 2004.

En 2022, la commune comptait 1 421 habitants, en évolution de +9,65 % par rapport à 2016 (Alpes-Maritimes : +2,85 %, France hors Mayotte : +2,11 %).
| 1793  | 1800  | 1806  | 1821  | 1831  | 1836  | 1841  | 1846  | 1851  |
| ----- | ----- | ----- | ----- | ----- | ----- | ----- | ----- | ----- |
| 1 800 | 1 700 | 1 773 | 1 737 | 1 848 | 1 795 | 1 757 | 1 785 | 1 787 |

| 1856  | 1861  | 1866  | 1872  | 1876  | 1881 | 1886 | 1891 | 1896 |
| ----- | ----- | ----- | ----- | ----- | ---- | ---- | ---- | ---- |
| 1 735 | 1 725 | 1 642 | 1 069 | 1 018 | 920  | 829  | 779  | 783  |

| 1901 | 1906 | 1911 | 1921 | 1926 | 1931 | 1936 | 1946 | 1954 |
| ---- | ---- | ---- | ---- | ---- | ---- | ---- | ---- | ---- |
| 725  | 693  | 400  | 339  | 318  | 347  | 326  | 321  | 387  |

| 1962 | 1968 | 1975 | 1982  | 1990  | 1999  | 2004  | 2006  | 2009  |
| ---- | ---- | ---- | ----- | ----- | ----- | ----- | ----- | ----- |
| 489  | 658  | 770  | 1 131 | 1 307 | 1 472 | 1 534 | 1 558 | 1 404 |

| 2014  | 2019  | 2022  | - | - | - | - | - | - |
| ----- | ----- | ----- | - | - | - | - | - | - |
| 1 300 | 1 380 | 1 421 | - | - | - | - | - | - |

### Enseignement
Établissements d'enseignements :
- Écoles maternelle et primaire,
- Collèges à Peymeinade, Grasse,
- Lycées à Grasse.

### Santé
Professionnels et établissements de santé :
- Médecins à Cabris[54], Spéracèdes[55],
- Jusqu'en 2010 l'Office de tourisme occupait les locaux devenus la maison médicale[56],
- Pharmacies à Cabris[57], Le Tignet,
- La clinique CALME à Cabris[58],[59].
- Hôpitaux à Cabris, Grasse[60].

### Cultes
- Culte catholique, Paroisse Sainte Marie des Sources[61], Diocèse de Nice.

### Manifestations culturelles et festivités
- Exposition à la Mairie, par Éric Étrillard, en mars 2025, sur "l'Histoire du service militaire", Nice Matin, 04 mars 2025.
- Brocantes vide-greniers : en moyenne 200 exposants dans le grand pré (avril, juillet, septembre).
- Marché artisanal, 40 exposants (mai ou juin).
- Expositions d'art et d'artisanat d'art de mai à septembre à la chapelle Sainte-Marguerite
- Chaque année au mois de juillet, grande fête folklorique qui fait renaître les danses et chants traditionnels de la Provence.
- Commémoration de Saint-Exupéry, parade militaire et hommage sur la place éponyme (juillet).
- Cirque Arlette Gruss, 9 représentations (juillet - août), présent tous les étés dans le grand pré.
- Fête de la St Roch : Fête patronale se déroulant des 15 et 16 août, Bal/Concerts, procession, messe et aïoli.
- Fête des Bergers, concours de chiens de berger, métiers anciens (mai).
- L'Appel de l'âne - La crèche vivante : le soir de Noël, un grand feu est allumé dans le pré. Marie (une jeune fille du village) montée sur un âne va jusqu'à l'église accompagnée du tambourinaire, du joueur de galoubetet de bergers en costumes d'autrefois. Au cours de la traversée du village, la procession réveille des villageois qui s'interpellent en provençal en annonçant la bonne nouvelle : la naissance du Sauveur. À l'arrivée à l'église a lieu la messe de minuit. Manifestation crée en 1949 par le père Baillet et la comtesse de Saint-Exupéry.
- Marché de Noël, 40 exposants (décembre).

## Économie

### Entreprises et commerces

#### Agriculture-élevage
- Les principales ressources agricoles de la commune sont l’oléiculture et l'élevage[62].
- Élevage d'ovins et de caprins.
- Élevage d'autres animaux.

#### Tourisme
- Gîtes, Chambres d'hôtes[63]
- Auberge du vieux château[64].
- Sept restaurants[65].

#### Commerces et services
- Commerces et services de proximité[66],[67].

## Culture locale et patrimoine

### Lieux et monuments

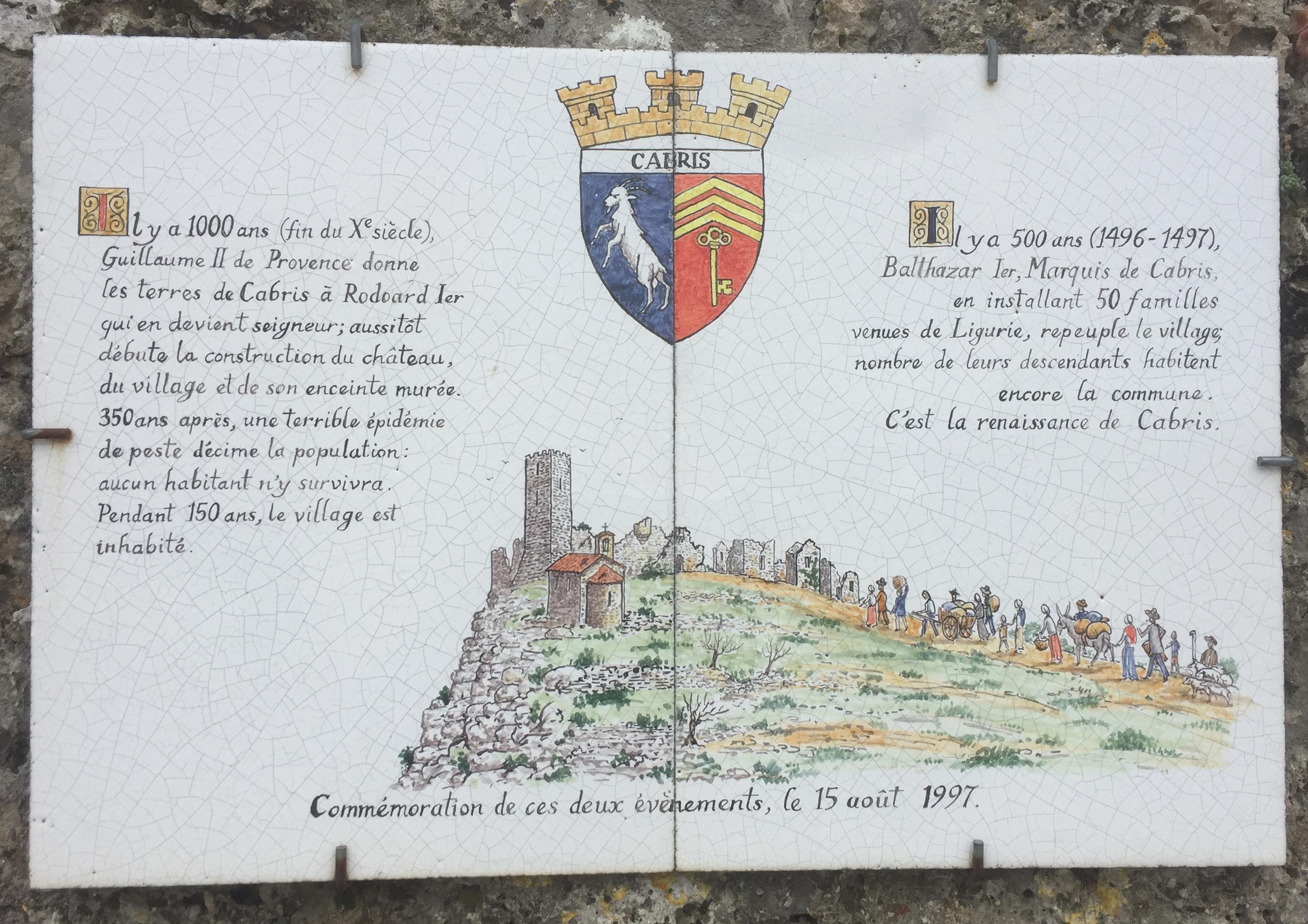
Plaque commémorative de la fondation (en 997) et de la renaissance (en 1497) du village de Cabris - Plaque déposée en 1997 sur les murs de l'ancien château.
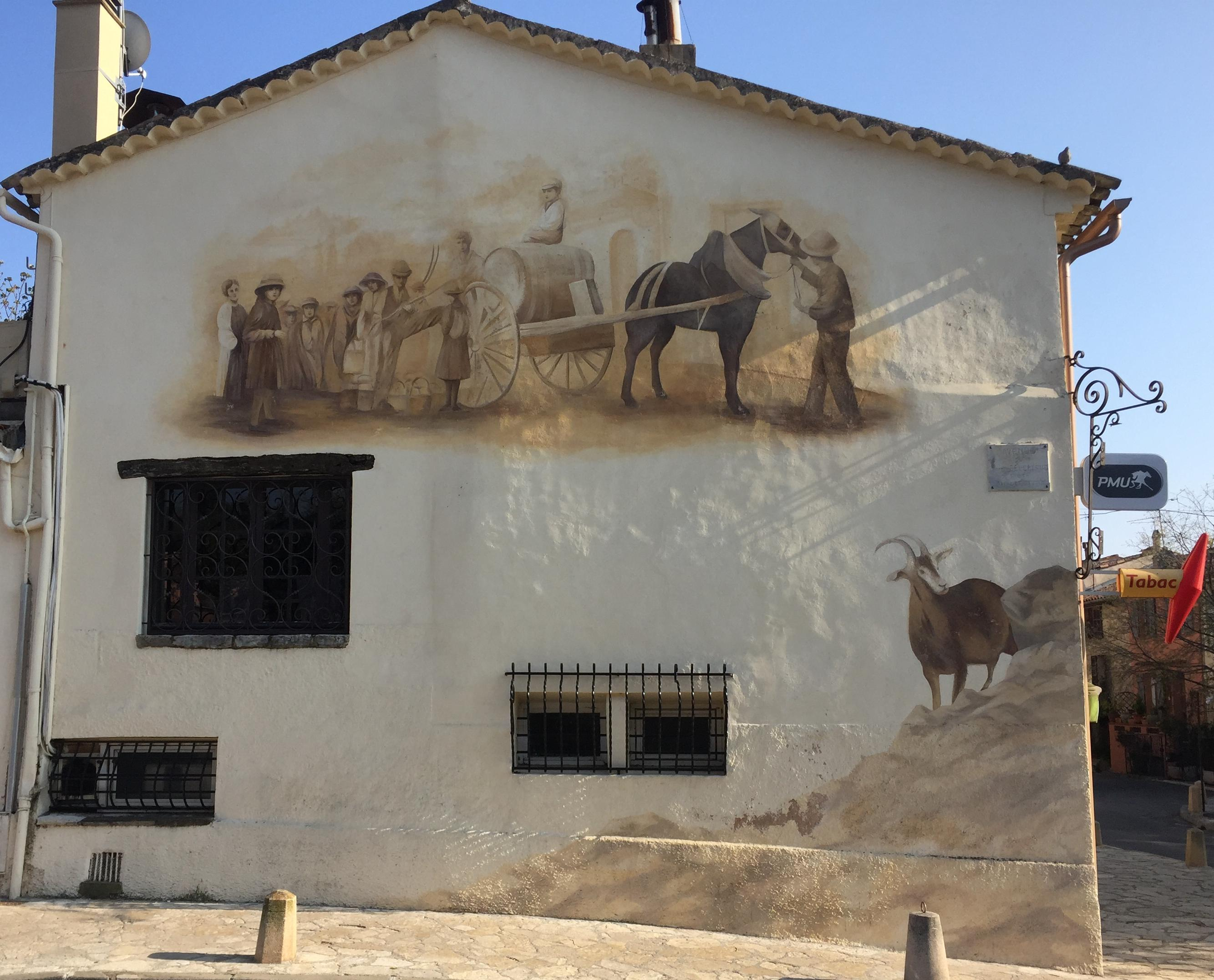
La belle fresque murale du restaurant « La Chèvre d'Or » agrémente le Rond-Point de la chèvre.
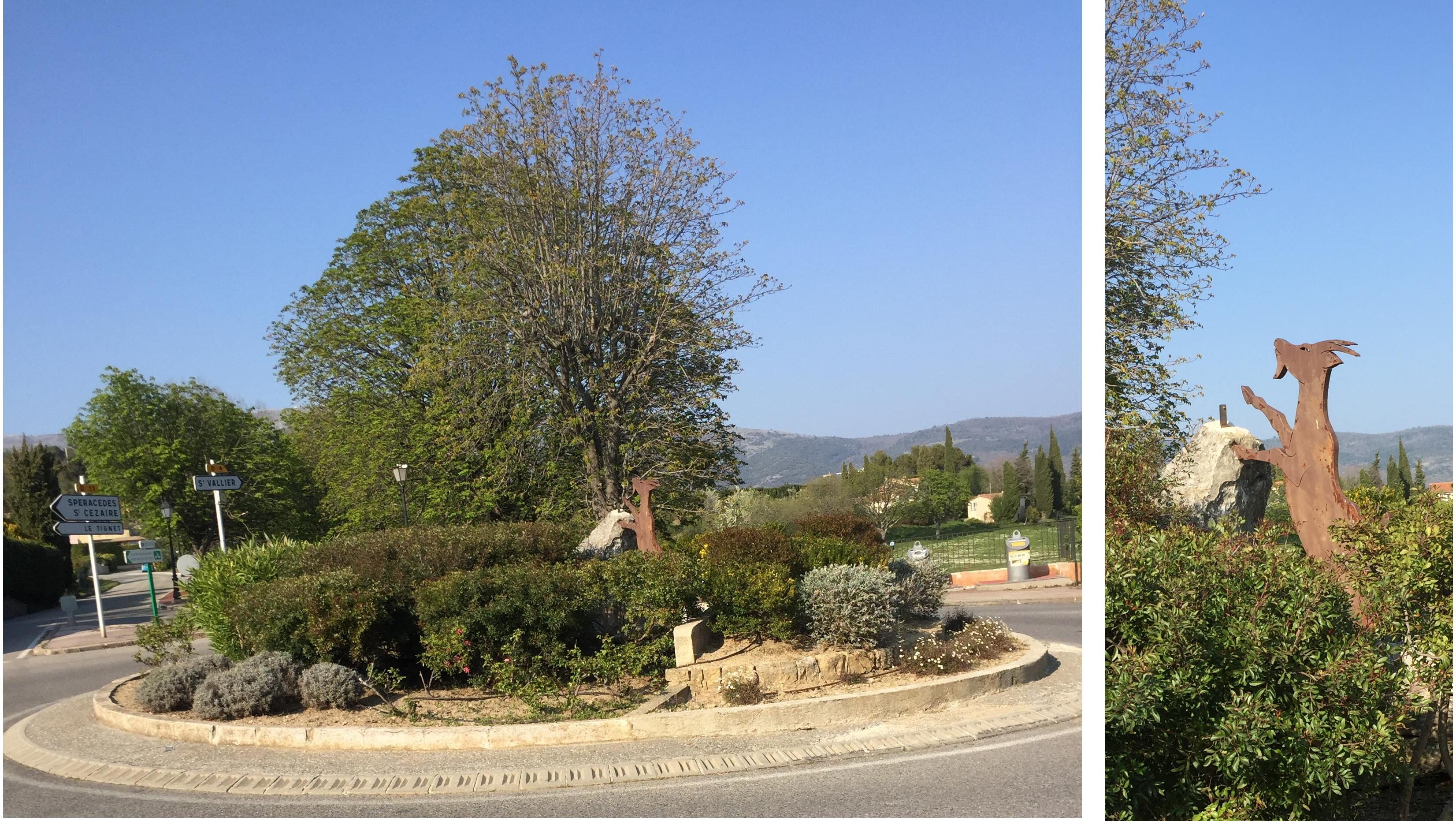
Bien connue des Cabriencs, la statue « profil » de la chèvre orne le rond-point éponyme.
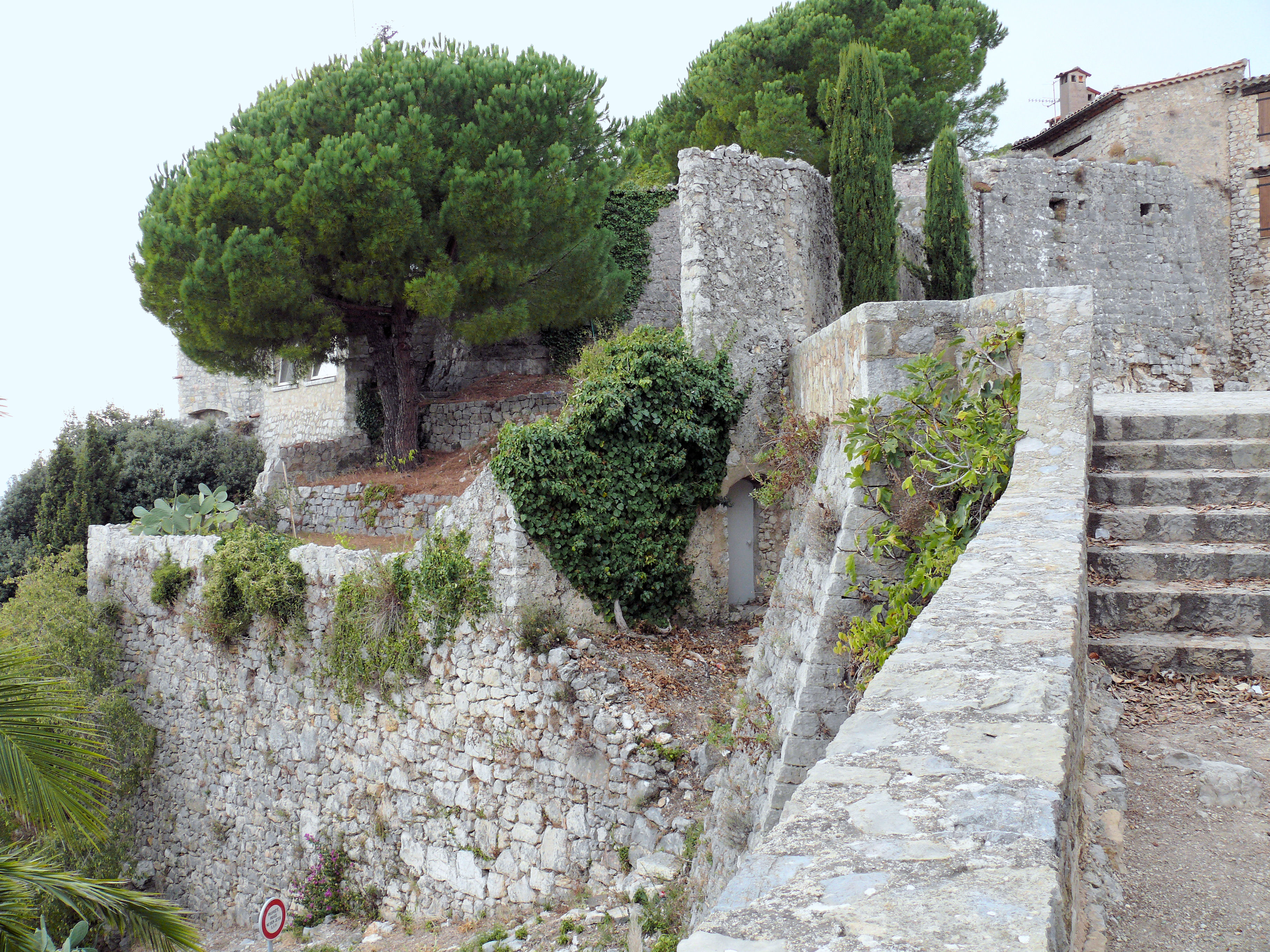
Emplacement du château de la famille de Grasse-Cabris. Vestiges du château médiéval, et du mur d’enceinte

- Grotte des Audides[68] :

la grotte était habitée dès l'aube de l'humanité comme l'attestent les outils taillés, fossiles et ossements retrouvés. Six gouffres ont été découverts en 1988. Sur 60 mètres de profondeur - le tiers de ce qui a été exploré -, on y observe le paysage géologique d'un aven en pleine activité de concrétionnement, avec son cours d'eau souterrain. La cavité s'ouvre sur le territoire de la commune voisine de Saint-Vallier-de-Thiey.
- Abri de Lutch (ou Luchons)[69].
- Dolmen de Stramousse[70] et Dolmen de Pomeiret[71],[72] :

Sépultures mégalithiques érigées au Chalcolithique. Article complet dans l'inventaire des mégalithes des Alpes-Maritimes sur le site Archeoprovence.
- Vestiges du château médiéval, XIIe et XIIIe siècles et du mur d’enceinte[74].
- La Villa Messuguière, construite en 1938 par Aline Mayrisch, née de Saint-Hubert[38],[75].
- Tour de l'horloge, vers le XVIe siècle.
- Édifices religieux[76] : 
  - L'église Notre-Dame-de-l'Assomption, construite au XVIIe siècle[77],

Patrimoine mobilier :
* l'église abrite des reproductions d’œuvres de Murillo,
* quatre panonceaux de cierges,
* façade de tabernacle,
* quatre chandeliers,
* chaire à prêcher,
* tableau : Déposition de croix,
* tableau et son cadre : Pentecôte (La),
* tableau et son cadre : Mort de Saint Joseph (La),
* panneau en haut relief : Crucifixion,
* tableau : Vierge à l'Enfant.
- Les chapelles sont au nombre de quatre et sont édifiées aux quatre coins du village[89] :

* Saint-Sébastien, 
Patrimoine mobilier :
* tableau : Martyre de Saint Sébastien (Le).
* meuble de sacristie,
* croix de procession.
* Sainte-Marguerite, achevée en 1516,, 
Patrimoine mobilier :
* retable de sainte Marguerite : sainte Marguerite, saint Louis, saint Roch, saint Jean-Baptiste, saint Laurent,,,
* Chaque été, la chapelle Sainte-Marguerite accueille les œuvres d'artistes nationaux et internationaux.
* Saint-Jean Baptiste, XVIIe et XXe siècles,
Patrimoine mobilier :
* tableau et son cadre : Saint Jean-Baptiste.
* Tableau : Délivrance des âmes du purgatoire.
* et Saint-Jean Pape, restaurée avec le soutien de la Fondation du patrimoine.
- Monument aux morts[105],[106].

### Cabris et la télévision
Pendant près d’une semaine, plusieurs personnes habitant un même village, Cabris dans les Alpes-Maritimes, vont vivre sans électricité. Diffusion : mardi 3 janvier 2012, 20 h 35 sur France 2.

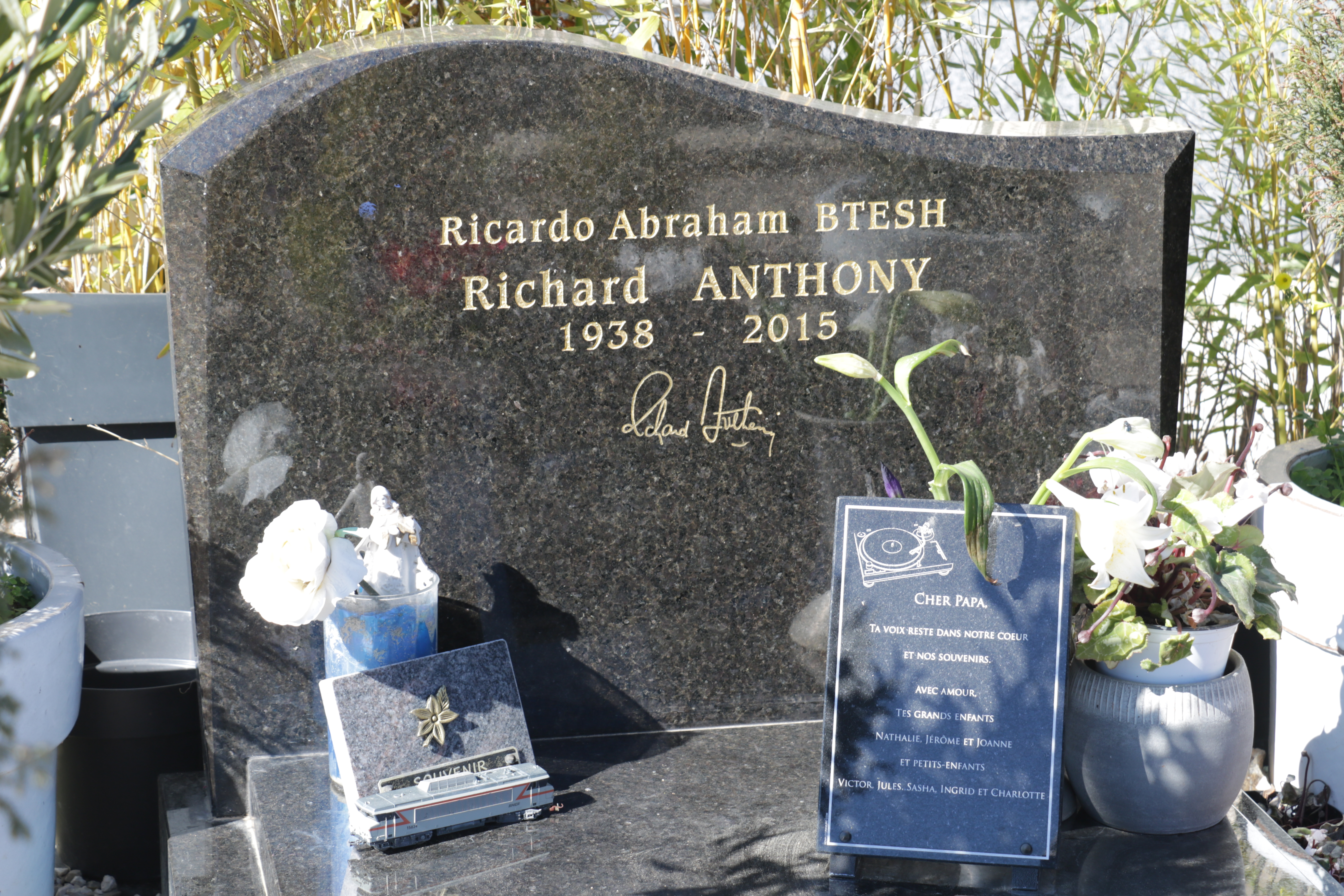
Tombe de Richard Anthony, inhumé à Cabris (06).

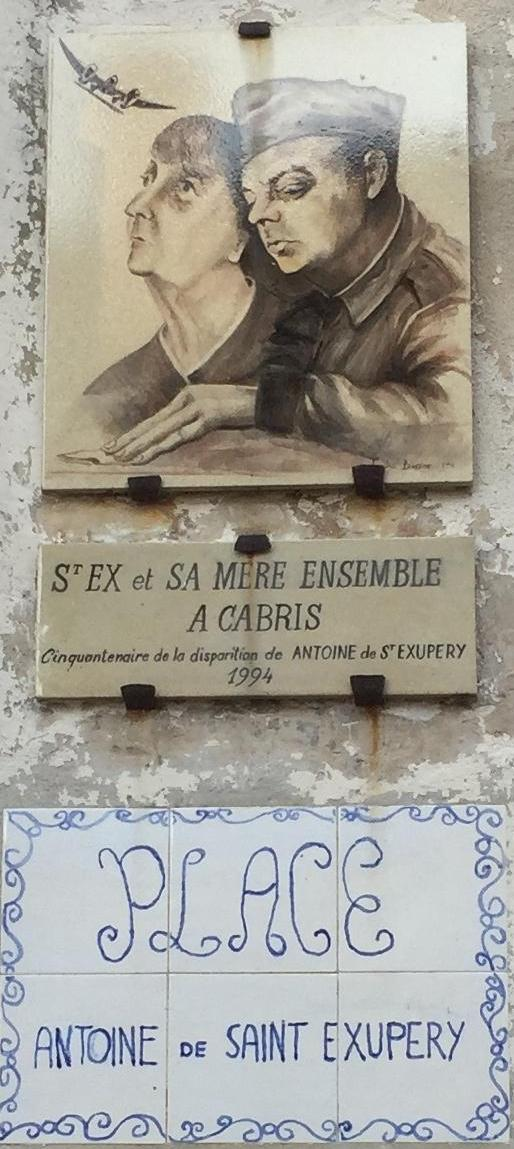
Antoine & Marie (sa mère) de Saint-Exupéry à Cabris dans les années trente - Plaque commémorative apposée Place Antoine de Saint-Exupéry à Cabris en 1994, cinquantième anniversaire de la disparition de l'écrivain.

### Personnalités liées à la commune
- Romain Langasque (1995) : golfeur.
- Richard Anthony (1938-2015) a vécu à Cabris et repose au cimetière du village.
- Max Gallo (1932-2017) :  écrivain et homme politique français, membre de l'Académie française. Il repose au cimetière de Spéracèdes[107].
- Catherine Gide (1923-2013) : écrivaine, fille légitimée d'André Gide et d'Elisabeth Van Rysselberghe a résidé à Cabris durant de longues années.
- Pierre Herbart (1903-1974) : écrivain, résistant, mari d'Elisabeth Van Rysselberghe, est inhumé à Cabris.
- Jean Marais (1913-1998) a vécu une dizaine d'années à Cabris où un boulevard porte son nom.
- Alexandre de Marenches (1921-1995) : homme politique, conseiller des présidents Ronald Reagan et Valéry Giscard d'Estaing.
- Maurice Boitel (1919-2007) : peintre, a peint de nombreuses œuvres à Cabris en 1955.
- Aline Mayrisch de Saint-Hubert (1874-1947) : femme de lettres et mécène luxembourgeoise, qui a vécu à Cabris de 1939 à sa mort, accueillit Gide et ses amis dans sa propriété de La Messuguière au début de la Deuxième Guerre mondiale[108].
- Jules Moch (1893-1985) : ingénieur des mines, ministre à plusieurs reprises sous la Troisième République et surtout la Quatrième République, inhumé à Cabris[109].
- Jean Carles (1892-1966) : parfumeur, célèbre « nez », venait en famille à Cabris.
- Marie de Saint-Exupéry (1875-1972) : mère de l'écrivain, a résidé à Cabris de 1938 à son décès[110].
- De nombreux écrivains ont habité ou séjourné à Cabris : Antoine de Saint-Exupéry, André Gide, Albert Camus, Henri Thomas, Roger Martin du Gard, Jean-Paul Sartre et Simone de Beauvoir…
- Médaillés de Sainte Hélène[111].

### Héraldique
| Blason de Cabris | Blason  | Parti : au 1er d'azur à la chèvre saillante d'argent, au 2e de gueules à la clef renversée et contournée d'or surmontée de trois chevronels du même,. |
| Blason de Cabris | Détails | Le statut officiel du blason reste à déterminer. |